# Ctenophthalmus hypanis
Ctenophthalmus hypanis är en loppart som beskrevs av Ioff 1950. Ctenophthalmus hypanis ingår i släktet Ctenophthalmus och familjen mullvadsloppor.

## Underarter
Arten delas in i följande underarter:
- C. h. hypanis
- C. h. riciensis